# Tenkrát podruhé
Tenkrát podruhé (ve francouzském originále La Belle Époque) je francouzské komediální drama z roku 2019 režiséra a scenáristy Nicolase Bedose. Film vypráví o šedesátníkovi, který se chce vrátit v čase o čtyřicet let, aby se mohl znovu poprvé setkat s láskou svého života. Návrat v čase je možný díky nové startupové společnosti, která svým klientům umožňuje rekonstrukci historických událostí podle jejich přání.
V hlavních rolích se objevili Daniel Auteuil, Guillaume Canet, Doria Tillier, Fanny Ardant, Pierre Arditi, Denis Podalydès a Michaël Cohen. Film ve Francii v kinech vidělo přes 1 200 000 diváků a i u filmových kritiků se setkal s úspěchem. V roce 2019 byl uveden mimo soutěž na Filmovém festivalu v Cannes. Ve stejném roce získal 11 nominací na filmovou cenu César a nakonec proměnil tři: za nejlepší původní scénář (Nicolas Bedos), nejlepší herečku ve vedlejší roli (Fanny Ardant) a nejlepší dekorace (Stéphane Rozenbaum).
Premiéra filmu v českých kinech proběhla dne 2. ledna 2020.

## Obsah filmu
Z talentovaného kreslíře Victora se v průběhu let stal zapšklý šedesátník. Jeho manželství s Marianne je na pokraji krachu, manželku zajímají víc technické vymoženosti než on. Syn Maxime mu chce zvednout náladu a zaplatí mu zážitek u společnosti Cestovatelé v čase, kterou vede jeho kamarád Antoine. Společnost svým klientům nabízí jedinečný zážitek: díky mnoha najatým hercům a nejmodernějšímu filmařskému vybavení může vytvořit rekonstrukci jakékoliv historické události. Někteří klienti tak například stráví večer s Williamem Faulknerem, Adolfem Hitlerem nebo aristokraty ze 17. století.
Victor zpočátku odmítá synovu nabídku přijmout, ovšem svůj názor změní, když ho Marianne vyhodí z bytu. Rozhodne se vybrat si nejšťastnější týden ve svém životě, kdy se s Marianne poprvé setkal. Firma mu umožní znovu zrekonstruovat onen 16. květen 1974, kdy v lyonské kavárně La Belle Époque poprvé viděl svou budoucí manželku. Marianne v tomto „interaktivním divadelním představení“ ztvárňuje herečka Margot, žijící v komplikovaném vztahu s Antoinem, který na herce neustále dohlíží a nestrpí od nich žádnou improvizaci. Victor se hře začne postupně poddávat.

## Obsazení
| Daniel Auteuil       | Victor                                          |
| Guillaume Canet      | Antoine, vedoucí společnosti Cestovatelé v čase |
| Doria Tillier        | Margot, herečka                                 |
| Fanny Ardant         | Marianne, Victorova manželka                    |
| Pierre Arditi        | Pierre                                          |
| Denis Podalydès      | François                                        |
| Michaël Cohen        | Maxime, syn Victora a Marianne                  |
| Jeanne Arènes        | Amélie                                          |
| Bertrand Poncet      | Adrien                                          |
| Lizzie Brocheré      | Gisèle                                          |
| Thomas Scimeca       | Freddy                                          |
| Loïc Lacoua          | Ludo                                            |
| Bruno Raffaelli      | Maurice                                         |
| Christiane Millet    | Sylvie / Josiane                                |
| Tobias Licht         | německý generál                                 |
| Frédéric Sandeau     | Jean-Claude                                     |
| François Vincentelli | Lionel                                          |
| Urbain Cancelier     | Villemain                                       |
| Claude Aufaure       | Pierrův otec                                    |
| Élisabeth Vitali     | baronka                                         |
| Éric Frey            | Napoleon III.                                   |
| Pierre Forest        | recepční v hotelu                               |
| Emmanuel Ménard      | muž oblečený jako Adolf Hitler                  |
| Fabien Cahen         | kytarista                                       |

## Recenze
Film získal od českých kritiků průměrná až nadprůměrná hodnocení:
- Pavel Bárta, Totalfilm.cz, 31. prosince 2019, [2]
- Anja Verem, Cervenykoberec.cz, 1. ledna 2020, [3]
- Jan Varga, Filmspot.cz, 1. ledna 2020, [4]
- Mirka Spáčilová, iDNES.cz, 3. ledna 2020, [5]
- Kristina Roháčková, iROZHLAS, 9. ledna 2020, [6]
- Iva Přivřelová, e15.cz, 9. ledna 2020, [7]